# Отеј (Ер и Лоар)
Отеј (фр. Autheuil) насеље је и општина у централној Француској у региону Центар (регион), у департману Ер и Лоар која припада префектури Шатоден.
По подацима из 2011. године у општини је живело 224 становника, а густина насељености је износила 13,94 становника/km². Општина се простире на површини од 16,07 km². Налази се на средњој надморској висини од 153 метара (максималној 141 m, а минималној 98 m).

## Демографија
| 1962. | 1968. | 1975. | 1982. | 1990. | 1999. | 2011. |
| ----- | ----- | ----- | ----- | ----- | ----- | ----- |
| 209   | 229   | 252   | 242   | 237   | 217   | 224   |

График промене броја становника у току последњих година